# Refuge Barbellino
Le refuge Barbellino est un refuge du haut val Seriana situé dans la commune de Valbondione à une altitude de 2 129 m.

## Accès
L'accès le plus rapide s'effectue à partir de Valbondione, en environ 3 h 30. Il faut suivre le sentier qui mène au nord du village jusqu'au refuge Curò par une piste et, une fois arrivé au refuge, continuer sur le sentier légèrement ascendant qui longe le lac de Barbellino en direction du sud-est. Une fois arrivé au fond du lac artificiel, il faut traverser la rivière Serio et continuer le long du chemin principal jusqu'au refuge situé dans un bassin près du lac Naturel de Barbellino.

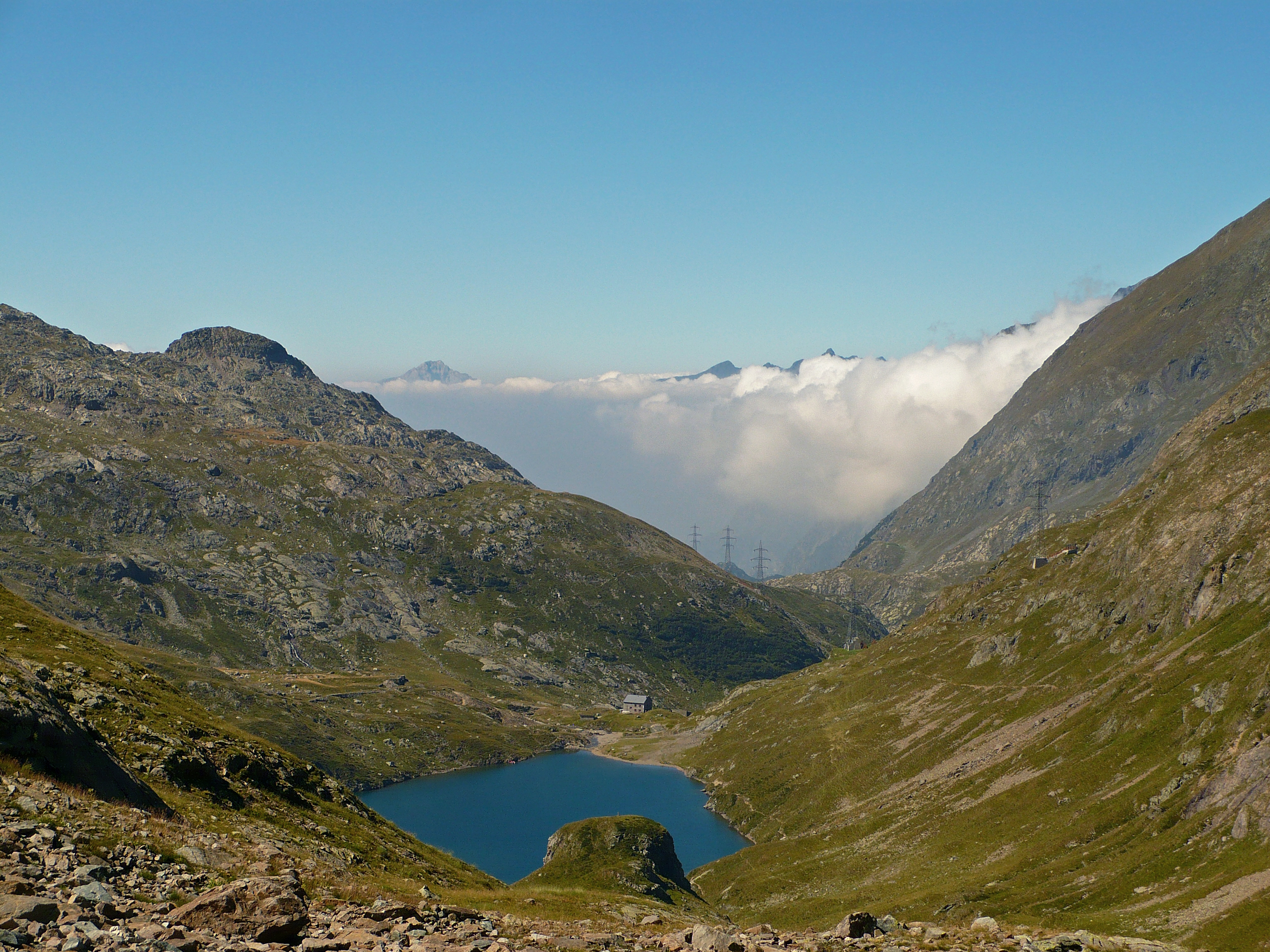
Le refuge vu depuis le sentier qui mène au passo Pila.
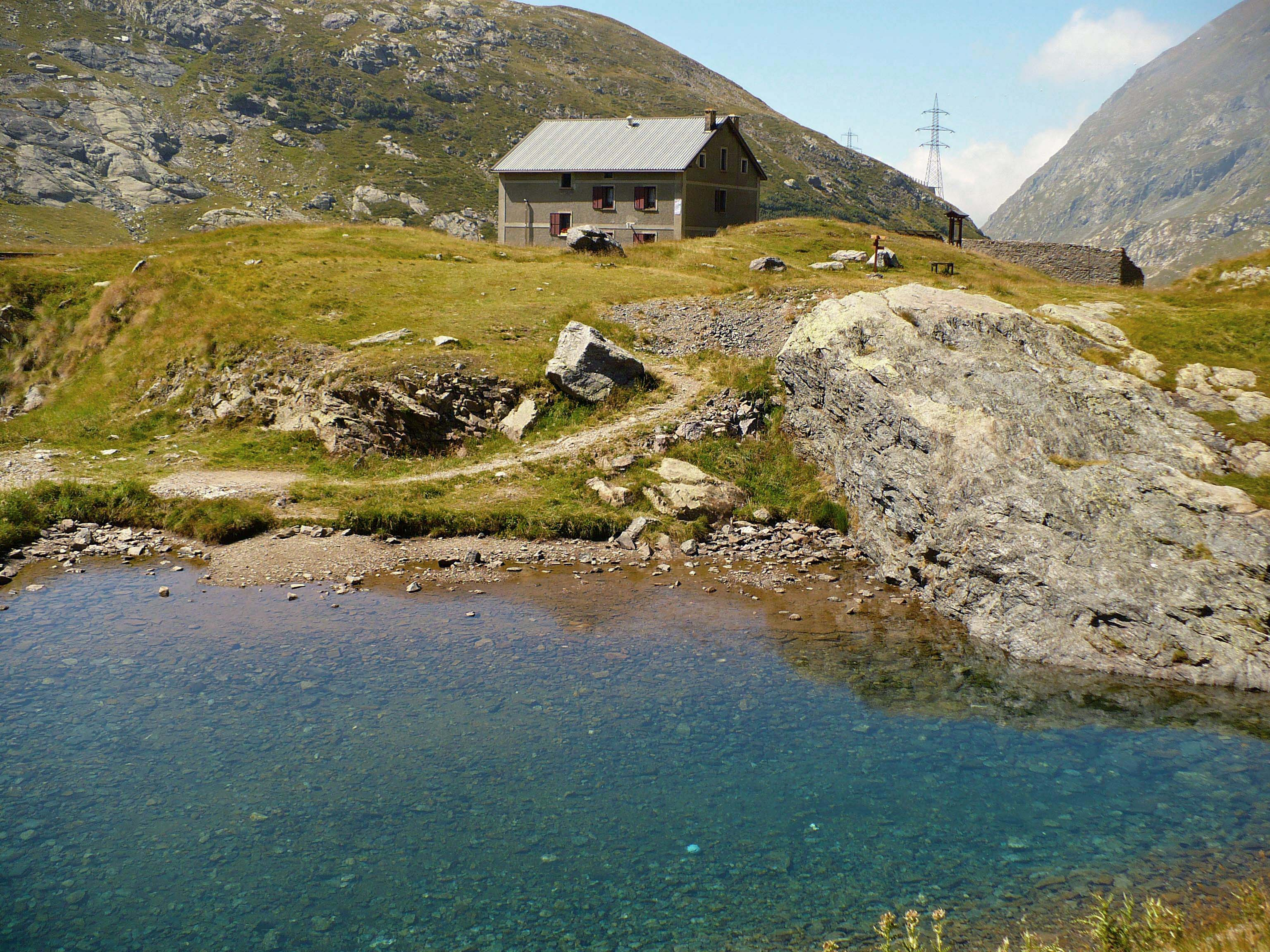
Le lac Naturel de Barbellino.
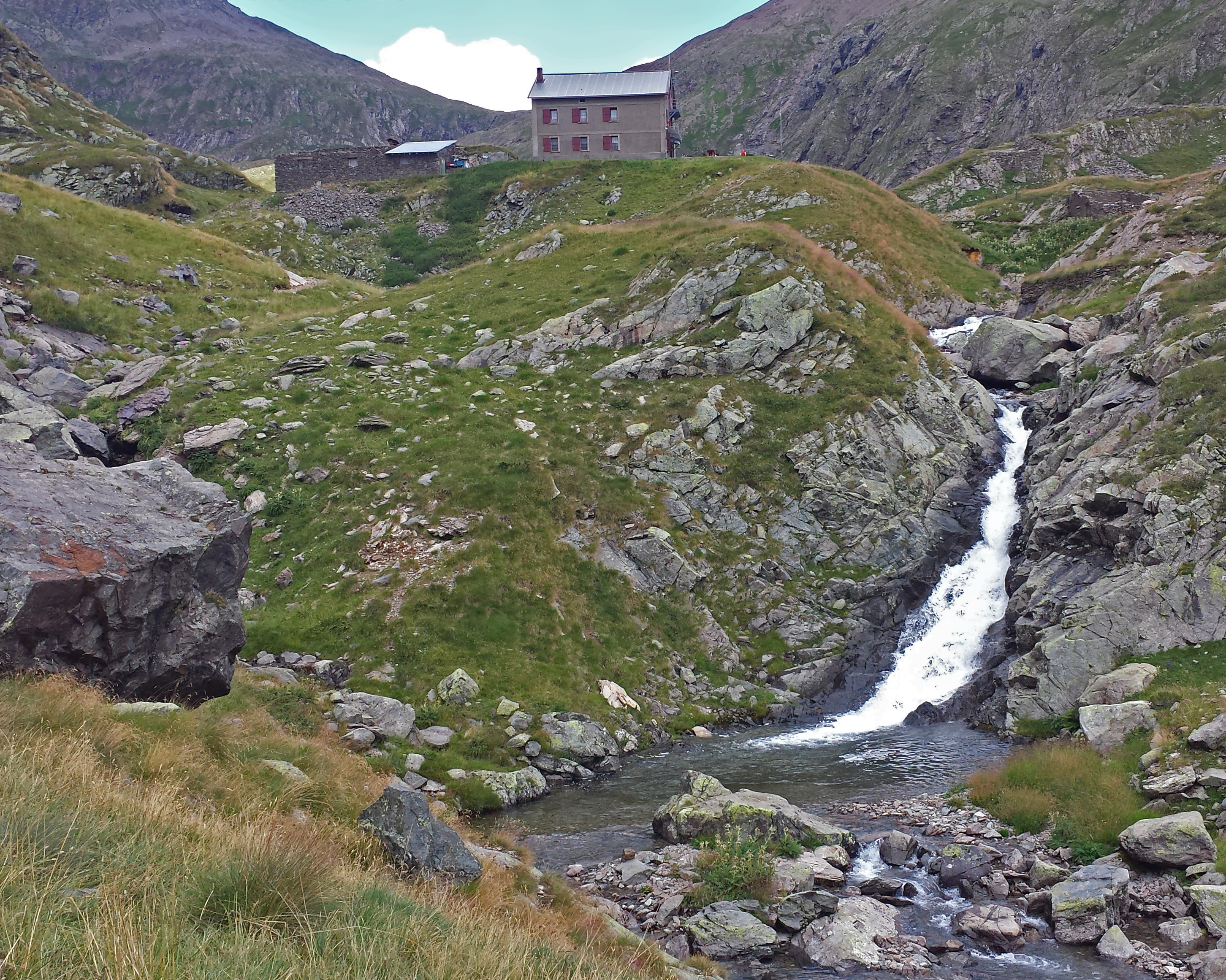
Le refuge situé à proximité de la rivière Serio.
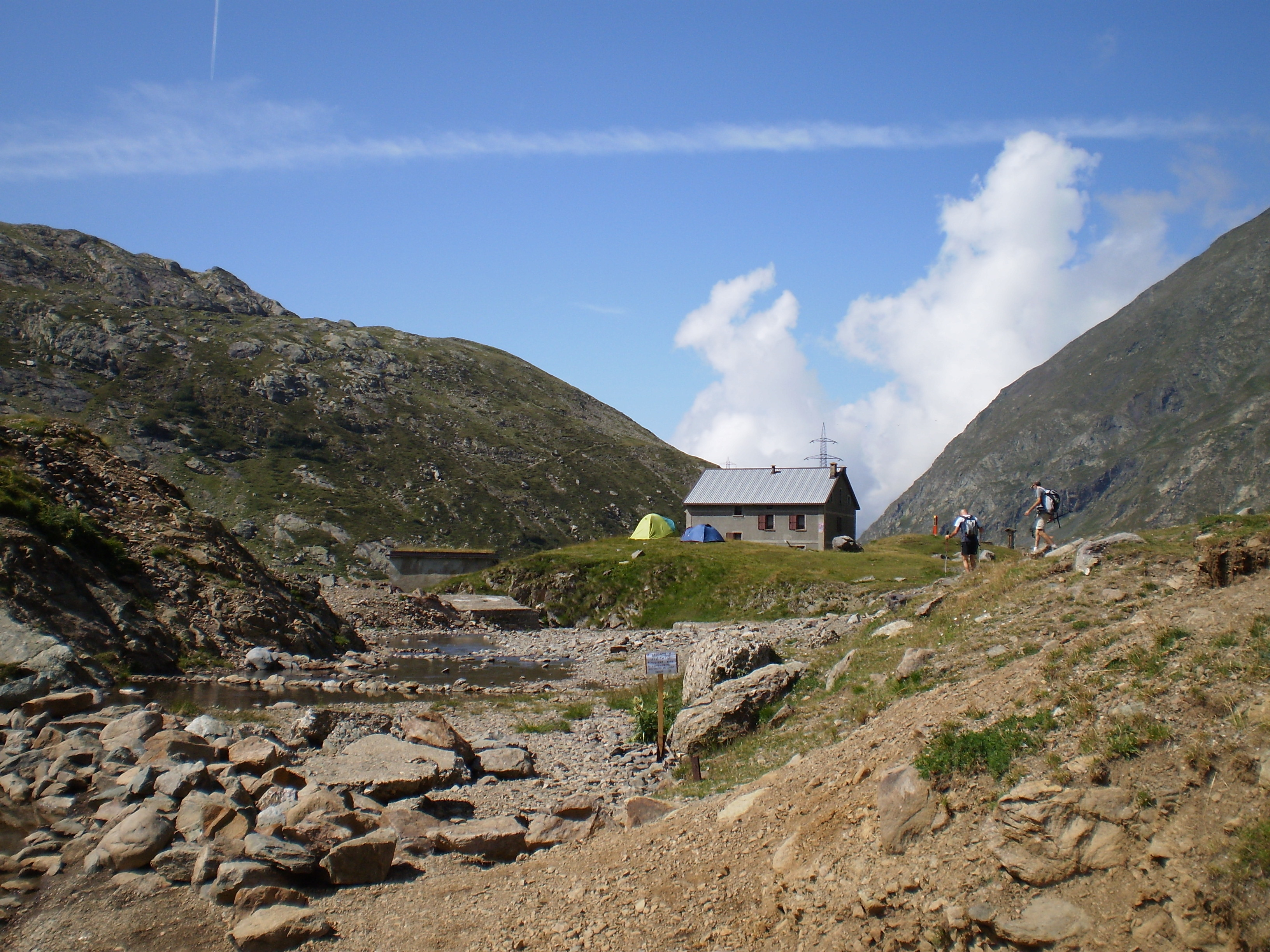
Le refuge vu de l'est.

## Sommets environnants
- Pizzo Strinato (2 836 m)
- Cime di Caronella (2 796 m)
- Mont Torena (2 911 m)
- Monte Costone (2 836 m)
- Pizzo del Diavolo della Malgina (2 924 m)
- Passo di Caronella (2 612 m)
- Passo di Pila (2 513 m)
- Lac Gelt (2 562 m)